# エルヌル・ママドリ
エルヌル・ママドリ（アゼルバイジャン語: Elnur Məmmədli、1988年6月29日 -）は、アゼルバイジャンのバクー出身の柔道家。北京オリンピック73kg級金メダル。

## 概要
ソビエト連邦出身。柔道は9歳の時に始めた。2007年世界柔道選手権大会では決勝戦で王己春に敗れ銀メダル。しかし翌年の北京オリンピックでは決勝戦で同じく王己春を相手に開始13秒で一本勝ちを収めた。13秒での一本勝ちは現在オリンピック史上最短記録である。
その後、階級を81kg級に上げるが、2010年の世界選手権では高松正裕に敗れて5位に終わった。2011年の世界選手権では4回戦で敗れてメダルを獲得できなかった。ワールドマスターズでは2011年から2連覇を果たしている。2012年ロンドンオリンピックの開会式ではアゼルバイジャン選手団の旗手を務めたが、試合では初戦で敗れてオリンピック2連覇はならなかった。2014年には引退を表明した。

## 主な戦績
73kg級での戦績
- 2004年 - ヨーロッパカデ選手権　優勝
- 2005年 - ロシア国際　5位
- 2005年 - ハンガリー国際　2位
- 2006年 - オランダ国際　3位
- 2006年 - ロシア国際　3位
- 2006年 - ヨーロッパ選手権　優勝
- 2006年 - 世界ジュニア　5位
- 2007年 - フランス国際　2位
- 2007年 - 世界選手権　2位
- 2008年 - ドイツ国際　優勝
- 2008年 - ロシア国際　3位
- 2008年 - 北京オリンピック　優勝

81kg級での戦績
- 2010年 - ワールドカップ・カイロ　優勝
- 2010年 - 世界選手権　5位
- 2011年 - ワールドマスターズ　優勝
- 2011年 - グランプリ・デュッセルドルフ　3位
- 2011年 - ヨーロッパ選手権　優勝
- 2011年 - グランドスラム・モスクワ　5位
- 2011年 - グランドスラム・リオデジャネイロ　3位
- 2011年 - グランプリ・アブダビ　3位
- 2012年 - ワールドマスターズ　優勝
- 2012年 - グランプリ・デュッセルドルフ　3位
- 2012年 - グランドスラム・モスクワ　5位